# 加拉巴哥化
加拉巴哥化（日語：ガラパゴス化）是日本的商業用語，指在孤立的環境（日本市場）下，獨自進行「最適化」，而喪失和區域外的互換性，面對來自外部（外國）適應性（汎用性）和生存能力（低價格）高的品種（製品・技術），最終陷入被淘汰的危險，以進化論的加拉巴哥群島生態系作為警語。也稱作加拉巴哥症候群、加拉巴哥現象（Galápagos Syndrome）。原本指日本的手機產業状况，如今日本的其他产业（如游戏）也出现类似情况。